# Alfons Kotowski

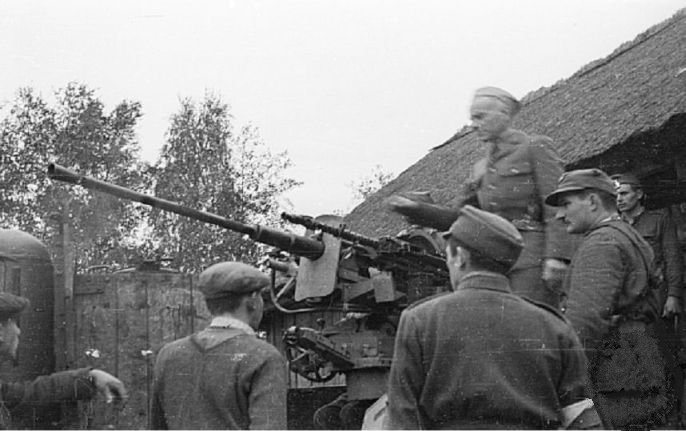
Alfons Kotowski hält eine Ansprache vor den Soldaten der Gruppe „Kampinos“.

Alfons Kotowski (* 14. August 1899; † 29. September 1944 in Warschau, Polen) war Major der Polnischen Heimatarmee (poln. Armia Krajowa, kurz AK).
Kotowski (Deckname „Okoń“) nahm am Zweiten Weltkrieg als Offizier der polnischen Armee teil und kämpfte ab September 1939 beim deutschen Überfall auf Polen gegen die Wehrmacht. Nach der Niederschlagung der polnischen Truppen schloss er sich bewaffneten polnischen Kampfvereinigungen an, bis er schließlich zur Heimatarmee kam.
Ab Juli 1944 kämpfte er als Befehlshaber des Bataillons „Pięść“ gegen die deutschen Besatzer. Im Warschauer Aufstand war er Anführer der Gruppe „Kampinos“ und in zahlreiche Gefechte verstrickt.
Kotowski kam im Kampf bei der Schlacht um den Ort Jaktorów in der Woiwodschaft Masowien ums Leben.
Postmortem wurde ihm für seine Verdienste im Kampf der hohe Orden Virtuti Militari der Republik Polen verliehen.